# Euphorbia apios
Euphorbia apios är en törelväxtart som beskrevs av Carl von Linné. Euphorbia apios ingår i släktet törlar, och familjen törelväxter. Inga underarter finns listade i Catalogue of Life.